# Dylan Levitt
Dylan James Christopher Levitt (Bodelwyddan, 17 novembre 2000) è un calciatore gallese, centrocampista dell'Hibernian e della nazionale gallese.

## Caratteristiche tecniche
Centrocampista al quale vengono affidati i compiti di regia, spesso incaricato di portare la palla dalle retrovie per impostare l'azione, presenta una grande capacità nel dettare i ritmi del gioco e di mandare a rete i compagni risultando fondamentale per la manovra offensiva, la sua importanza in campo si può vedere anche dal fatto che riesce a dare il perfetto equilibrio tra centrocampo e attacco risultando efficace sia in fase offensiva, in fase di costruzione e in fase difensiva pecca nei contrasti dato un fisico asciutto e ancora non sviluppato completamente

## Carriera

### Club

#### Gli inizi, Manchester United
Cresciuto nelle giovanili del Manchester Utd, il 25 aprile 2018 firma il suo primo contratto professionistico con il club. Dopo avere rinnovato il proprio contratto con il club sino al 2022 in data 8 novembre 2019, debutta in prima squadra 20 giorni dopo in Europa League nella sconfitta per 2-1 contro l'Astana.

#### Prestiti a Charlton e Istra 1961
L'8 settembre 2020 viene ceduto in prestito al Charlton.
Il'8 gennaio 2021 il prestito viene risolto e il 15 febbraio seguente viene ceduto nuovamente a titolo temporaneo, questa volta ai croati all'Istria 1961.

#### Dundee United
Il 20 agosto 2021 viene ceduto in prestito al Dundee Utd. Ritornato a Manchester, l'8 luglio 2022 viene acquistato a titolo definitivo dalla squadra scozzese.

### Nazionale
Internazionale con le giovanili gallesi, fa il suo esordio con la nazionale maggiore il 3 settembre 2020 in Nations League contro la Finlandia.

## Carriera internazionale
Levitt ha rappresentato il Galles a livello U-17, U-19 e U-21. Nel maggio 2019 è stato convocato per la prima volta nella squadra senior del Galles. Ha fatto il suo debutto il 3 settembre 2020, in una vittoria in trasferta per 1-0 contro la Finlandia nella Lega delle Nazioni UEFA B. Nel maggio 2021 è stato selezionato nella rosa di 26 giocatori del Galles per l'Europeo UEFA 2020. Ha fatto il suo debutto nel torneo come sostituto tardivo nella sconfitta per 1-0 del Galles contro l'Italia a Roma. Nel novembre 2022 è stato incluso nella rosa del Galles per la Coppa del Mondo FIFA 2022.

## Statistiche
Statistiche aggiornate al 17 maggio 2025.

### Presenze e reti nei club
| Stagione             | Squadra               | Campionato           | Campionato | Campionato | Coppe nazionali | Coppe nazionali | Coppe nazionali | Coppe continentali | Coppe continentali | Coppe continentali | Altre coppe | Altre coppe | Altre coppe | Totale | Totale | Totale |
| Stagione             | Squadra               | Comp                 | Pres       | Reti       | Comp            | Pres            | Reti            | Comp               | Pres               | Reti               | Comp        | Pres        | Reti        | Pres   | Reti   |        |
| -------------------- | --------------------- | -------------------- | ---------- | ---------- | --------------- | --------------- | --------------- | ------------------ | ------------------ | ------------------ | ----------- | ----------- | ----------- | ------ | ------ | ------ |
| ago.-dic. 2019       | Manchester United U21 | -                    | -          | -          | -               | -               | -               | -                  | -                  | -                  | FLT         | 2           | 0           | 2      | 0      |        |
| 2019-2020            | Manchester Utd        | PL                   | 0          | 0          | FACup+CdL       | 0               | 0               | UEL                | 1                  | 0                  | -           | -           | -           | 1      | 0      |        |
| 2020-gen.2021        | Charlton              | FL1                  | 3          | 0          | FACup+CdL       | 1+1             | 0               | -                  | -                  | -                  | FLT         | 0           | 0           | 5      | 0      |        |
| feb.-giu.2021        | Istra 1961            | 1.HNL                | 7          | 0          | CC              | 2               | 0               | -                  | -                  | -                  | -           | -           | -           | 9      | 0      |        |
| 2021-2022            | Dundee Utd            | SP                   | 25         | 5          | CS+CdL          | 3+1             | 1+0             | -                  | -                  | -                  | -           | -           | -           | 29     | 6      |        |
| 2022-2023            | Dundee Utd            | SP                   | 27         | 5          | CS+CdL          | 2+2             | 0               | UECL               | 2                  | 0                  | -           | -           | -           | 33     | 5      |        |
| Totale Dundee United | Totale Dundee United  | Totale Dundee United | 52         | 10         |                 | 8               | 1               |                    | 2                  | 0                  |             | -           | -           | 62     | 11     |        |
| 2023-2024            | Hibernian             | SP                   | 28         | 2          | CS+CdL          | 3+1             | 0               | UECL               | 4                  | 0                  | -           | -           | -           | 36     | 2      |        |
| 2024-2025            | Hibernian             | SP                   | 19         | 2          | CS+CdL          | 3+4             | 0+1             | -                  | -                  | -                  | -           | -           | -           | 26     | 3      |        |
| Totale Hibernian     | Totale Hibernian      | Totale Hibernian     | 47         | 4          |                 | 11              | 1               |                    | 4                  | 0                  |             | -           | -           | 62     | 5      |        |
| Totale carriera      | Totale carriera       | Totale carriera      | 109        | 14         |                 | 23              | 2               |                    | 7                  | 0                  |             | 2           | 0           | 141    | 16     |        |

### Cronologia presenze e reti in nazionale
| Cronologia completa delle presenze e delle reti in nazionale ― Galles | Cronologia completa delle presenze e delle reti in nazionale ― Galles | Cronologia completa delle presenze e delle reti in nazionale ― Galles | Cronologia completa delle presenze e delle reti in nazionale ― Galles | Cronologia completa delle presenze e delle reti in nazionale ― Galles | Cronologia completa delle presenze e delle reti in nazionale ― Galles | Cronologia completa delle presenze e delle reti in nazionale ― Galles | Cronologia completa delle presenze e delle reti in nazionale ― Galles |
| Data                                                                  | Città                                                                 | In casa                                                               | Risultato                                                             | Ospiti                                                                | Competizione                                                          | Reti                                                                  | Note                                                                  |
| --------------------------------------------------------------------- | --------------------------------------------------------------------- | --------------------------------------------------------------------- | --------------------------------------------------------------------- | --------------------------------------------------------------------- | --------------------------------------------------------------------- | --------------------------------------------------------------------- | --------------------------------------------------------------------- |
| 3-9-2020                                                              | Belfast                                                               | Finlandia                                                             | 0 – 1                                                                 | Galles                                                                | UEFA Nations League 2020-2021 - 1º turno                              | -                                                                     |                                                                       |
| 8-10-2020                                                             | Londra                                                                | Inghilterra                                                           | 3 – 0                                                                 | Galles                                                                | Amichevole                                                            | -                                                                     | 46’ 62’                                                               |
| 11-10-2020                                                            | Dublino                                                               | Irlanda                                                               | 0 – 0                                                                 | Galles                                                                | UEFA Nations League 2020-2021 - 1º turno                              | -                                                                     | 67’                                                                   |
| 14-10-2020                                                            | Sofia                                                                 | Bulgaria                                                              | 0 – 1                                                                 | Galles                                                                | UEFA Nations League 2020-2021 - 1º turno                              | -                                                                     |                                                                       |
| 12-11-2020                                                            | Swansea                                                               | Galles                                                                | 0 – 0                                                                 | Stati Uniti                                                           | Amichevole                                                            | -                                                                     | 80’                                                                   |
| 27-3-2021                                                             | Cardiff                                                               | Galles                                                                | 1 – 0                                                                 | Messico                                                               | Amichevole                                                            | -                                                                     | 46’                                                                   |
| 2-6-2021                                                              | Nizza                                                                 | Francia                                                               | 3 – 0                                                                 | Galles                                                                | Amichevole                                                            | -                                                                     | 59’                                                                   |
| 5-6-2021                                                              | Cardiff                                                               | Galles                                                                | 0 – 0                                                                 | Albania                                                               | Amichevole                                                            | -                                                                     |                                                                       |
| 20-6-2021                                                             | Roma                                                                  | Italia                                                                | 1 – 0                                                                 | Galles                                                                | Euro 2020 - 1º turno                                                  | -                                                                     | 86’                                                                   |
| 1-9-2021                                                              | Helsinki                                                              | Finlandia                                                             | 0 – 0                                                                 | Galles                                                                | Amichevole                                                            | -                                                                     |                                                                       |
| 1-6-2022                                                              | Breslavia                                                             | Polonia                                                               | 2 – 1                                                                 | Galles                                                                | UEFA Nations League 2022-2023 - 1º turno                              | -                                                                     |                                                                       |
| 8-6-2022                                                              | Cardiff                                                               | Galles                                                                | 1 – 2                                                                 | Paesi Bassi                                                           | UEFA Nations League 2022-2023 - 1º turno                              | -                                                                     | 67’                                                                   |
| 25-9-2022                                                             | Cardiff                                                               | Galles                                                                | 0 – 1                                                                 | Polonia                                                               | UEFA Nations League 2022-2023 - 1º turno                              | -                                                                     | 72’                                                                   |
| Totale                                                                |                                                                       | Presenze                                                              | 13                                                                    |                                                                       | Reti                                                                  | 0                                                                     |                                                                       |